# Кучук-Тузакчи
Кучу́к-Тузакчи́ (укр. Кучук-Тузакчи, крымскотат. Küçük Tuzaqçı, Кучюк Тузакъчы) — исчезнувшее село в Джанкойском районе Республики Крым, располагавшееся на севере района, в степной части Крыма, примерно в 1,5 км к востоку от современного села Завет-Ленинский.
Впервые упоминается в Камеральном Описании Крыма… 1784 года, судя по которому, в последний период Крымского ханства Кучук Тузакчи входил в Дип Чонгарский кадылык Карасубазар ского каймаканства. После присоединения Крыма к России (8) 19 апреля 1783 года, (8) 19 февраля 1784 года, именным указом Екатерины II сенату, на территории бывшего Крымского Ханства была образована Таврическая область и деревня была приписана к Перекопскому уезду. После Павловских реформ, с 1796 по 1802 год, входила в Перекопский уезд Новороссийской губернии. По новому административному делению, после создания 8 (20) октября 1802 года Таврической губернии селение включено в состав Биюк-Тузакчинской волости Перекопского уезда. В Ведомости о всех селениях, в Перекопском уезде состоящих… от 21 октября 1805 года Кучук-Тузакчи в составе волости не значится. На военно-топографической карте 1817 года деревня Кучук тозакши обозначена с 30 дворами, а на картах 1836 и 1842 года обозначены уже развалины деревни Кучук Тузакчи (видимо, жители выехали в Османскую империю).
Вновь Кучук Тузакчи, как приписанный к Богемской волости деревня, с 17 жителями в 3 домохозяйствах, встречается в «…Памятной книжке Таврической губернии на 1900 год». В последний раз в исторических документах встречается в Статистическом справочнике Таврической губернии 1915 года, согласно которому на хуторе Тузакчи (земельного товарищества Астаурова, Болотина и Безлера) Богемской волости Перекопского уезда числилось 3 двора с населением в количестве 24 человек приписных и 7 «посторонних» жителей, без указания национальностей, из которых 21 мужчина и 19 женщин. При хуторе числилось 374 десятины удобной земли. В хозяйствах имелось 23 лошади, 10 волов, 14 коров и 50 голов мелкого скота.